# وحشت‌زدگی
در روان‌شناسی، وحشت‌زدگی (انگلیسی: Panic) یک حالت اضطراری ذهنی است که در آن شخص احساس می‌کند در معرض تهدید فوری قرار دارد و نمی‌تواند به‌طور منطقی فکر کند یا تصمیم بگیرد. این حالت می‌تواند در افراد تنها یا در جمع اتفاق بیفتد و در شرایطی مانند آتش‌سوزی، بلایای طبیعی، یا رویدادهای ترسناک دیگر دیده شود. در این وضعیت، فرد ممکن است دچار تپش قلب، تنگی نفس، لرزش، یا رفتارهای غیرعادی شود.
در مقیاس جمعی، «وحشت جمعی» زمانی رخ می‌دهد که یک گروه از مردم (مثلاً در یک ورزشگاه یا قطار) به‌طور همزمان دچار ترس شدید می‌شوند و کنترل خود را از دست می‌دهند، که گاهی به ازدحام یا فرار دسته‌جمعی خطرناک منجر می‌شود.
همچنین از واژهٔ «وحشت» در زمینه‌های دیگر هم استفاده می‌شود، مثل «وحشت اقتصادی» که به واکنش احساسی و شتاب‌زده سرمایه‌گذاران در هنگام بحران‌های مالی گفته می‌شود، مانند فروش ناگهانی سهام در بازار بورس.
وحشت‌زدگی، حالتی غیرعادی و شدید از ترس است که هم در سطح فردی و هم اجتماعی می‌تواند پیامدهای جدی داشته باشد.

## روان‌شناسی
پاسخ جنگ یا گریز (با نام‌های دیگر نیز شناخته می‌شود) یک واکنش فیزیولوژیکی است که در پاسخ به ضربه روانی، حمله یا تهدیدی برای بقا به وجود می‌آید. جانوران در مواجهه با تهدید، به‌طور کلی دچار تحریک دستگاه عصبی سمپاتیک می‌شوند که بدن را برای جنگیدن یا فرار آماده می‌کند. مغز غده فوق کلیوی زنجیره‌ای از ترشح هورمونی را آغاز می‌کند که منجر به آزاد شدن کاتکول‌آمین‌ها، به‌ویژه نوراپی‌نفرین و آدرنالین می‌شود. هورمون‌های استروژن، تستوسترون و کورتیزول و همچنین میانجی‌های عصبی مانند دوپامین و سروتونین نیز بر نحوهٔ واکنش به استرس اثر دارند. هورمون استئوکلسین نیز ممکن است نقشی در این میان داشته باشد.
استرس (تنیدگی) در میان مهره‌داران و دیگر جانداران با تنظیم واکنش‌های استرسی و از جمله پاسخ جنگ یا گریز، به‌عنوان نخستین مرحلهٔ واکنش به استرس، ایفای نقش می‌کند.
حمله عصبی دوره‌ای ناگهانی از ترس شدید و ناراحتی است که می‌تواند شامل تپش قلب، تعریق، درد قفسه سینه، لرزش، تنگی نفس، بی‌حسی یا احساسی از وقوع یک فاجعه قریب‌الوقوع یا از دست دادن کنترل باشد. معمولاً نشانه‌ها در مدت ده دقیقه پس از شروع به اوج خود می‌رسند و حدود ۳۰ دقیقه طول می‌کشند، اگرچه این مدت می‌تواند از چند ثانیه تا چند ساعت متفاوت باشد. با اینکه این حملات بسیار آزاردهنده‌اند، به‌لحاظ فیزیکی خطرناک نیستند. آن‌ها می‌توانند ناگهانی یا با عامل محرک آغاز شوند.
در روان‌شناسی، اختلالی به نام اختلال ترس شناخته شده که در آن فرد دارای آسیب‌پذیری روانی خاصی برای تفسیر فاجعه‌بارِ احساس‌های بدنی عادی است. این اختلال به‌شدت با عوامل زیستی و روانی و تعامل آن‌ها مرتبط است. لئونارد جی. اشمیت و بروک وارنر، وحشت را «آن احساس وحشتناک و عمیقی که انسان را فراتر از حد تصورش برای تجربه کردن هر چیز هولناک دیگری می‌برد» توصیف کرده‌اند و افزوده‌اند: «پزشکان بالینی معمولاً شرایط دردناک را بر روی نوعی «مقیاس ریشترِ درد» تخمین می‌زنند … ولی برای روان‌پزشک، هیچ دردی شدیدتر و بی‌رحم‌تر از یک حملهٔ عصبی ناگهانی و ازهم‌گسیخته‌کننده نیست».

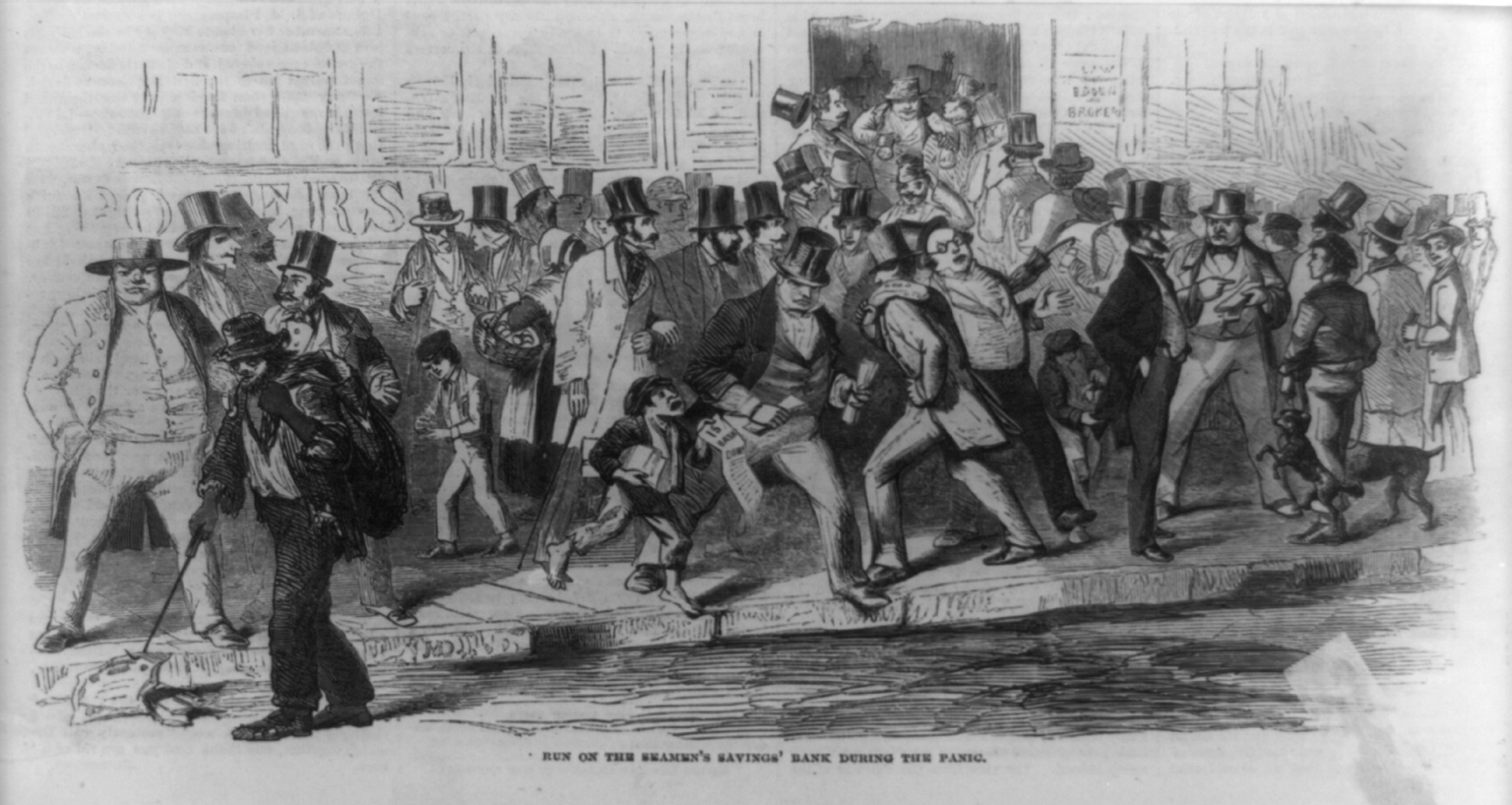
بحران‌های بانکداری در بانک پس‌انداز ملوانان در زمان وحشت مالی ۱۸۵۷

حمله‌های عصبی می‌توانند در نتیجهٔ دیگر اختلال‌ها از جمله اختلال اضطراب اجتماعی، اختلال اضطراب پس از سانحه، اختلال سوءمصرف مواد، اختلال افسردگی عمده و همچنین مشکلات جسمی روی دهند.
در روان‌شناسی اجتماعی، وحشت‌زدگی پدیده‌ای «واگیر» به‌شمار می‌رود، زیرا ممکن است به گروهی از افراد سرایت کند و آن‌ها را به رفتارهای غیرعقلانی وادار سازد. روان‌شناسان چند گونه از این نوع وحشت جمعی را شناسایی کرده‌اند که با توصیف‌هایی اندکی متفاوت معرفی می‌شوند، از جمله بدحالی روان‌زاد جمعی، جنون دو نفره و سرایت اجتماعی.
یکی از نظریه‌های تأثیرگذار در توضیح وحشت، در کتاب نظریهٔ رفتار جمعی اثر نیل اسملسر مطرح شده است. علم مدیریت وحشت کاربردهای عملی مهمی در نیروهای نظامی و خدمات اضطراری در سراسر جهان یافته است.

## پیامدها
در فرگشت انسان، استفاده از وحشت دسته‌جمعی در شکار جانوران، به‌ویژه نشخوارکنندگان، تکنیکی رایج بوده است. گله‌ها در برابر صداهای بلند یا جلوه‌های بصری ناآشنا واکنش نشان می‌دادند و به‌سوی پرتگاه‌ها هدایت می‌شدند و سرانجام در گوشه‌گیری و ترس، خود را از پرتگاه به پایین پرت می‌کردند.
انسان نیز در برابر وحشت‌زدگی آسیب‌پذیر است و این حالت نیز اغلب حالت واگیردار دارد؛ به‌طوری‌که وحشت یک نفر به دیگران سرایت می‌کند و ممکن است همهٔ گروه رفتار بی‌خردی از خود نشان دهند. با این حال، انسان‌ها می‌توانند از طریق تفکر منظم یا آموزش (مثلاً تمرینات آمادگی در برابر فاجعه) جلوی این روند را در خود یا دیگران بگیرند.
معماران و مهندس طراح شهرها تلاش می‌کنند در طراحی و برنامه‌ریزی محیط‌های عمومی، رفتارهای مربوط به وحشت مانند رفتار گله‌ای را در نظر بگیرند. آن‌ها با استفاده از شبیه‌سازی‌های رایانه‌ای تلاش می‌کنند بهترین روش را برای هدایت افراد به خروجی‌های امن و جلوگیری از ازدحام یا له‌شدن در اثر ازدحام جمعیت بیابند. بسیاری از این روش‌ها غیرمستقیم و شهودی نیستند؛ برای نمونه، قرار دادن یک یا چند ستون در فاصله‌ای خاص جلوی درِ خروجی می‌تواند با تقسیم جریان جمعیت، سرعت خروج را افزایش دهد.
بسیاری از موارد مرگبار وحشت‌زدگی در رخدادهای بزرگ عمومی روی داده‌اند. طراحی مکه از سوی مقام‌های عربستان سعودی به‌طور اساسی بازسازی شد تا جلوی ازدحام‌های مرگبار را بگیرد؛ حوادثی که به‌طور میانگین سالانه جان حدود ۲۵۰ زائر را می‌گیرد. استادیوم‌های فوتبال نیز شاهد فاجعه‌هایی بوده‌اند، مانند فاجعه ورزشگاه هیسل در بلژیک در سال ۱۹۸۵ که بیش از ۶۰۰ کشته و زخمی به‌جا گذاشت، از جمله ۳۹ کشته؛ فاجعه هیلزبورو در شفیلد، انگلستان در سال ۱۹۸۹ که ۹۶ نفر کشته شدند؛ و فاجعهٔ فاجعه ورزشگاه کانجوروهان در اندونزی در سال ۲۰۲۲ که در آن ۱۳۵ نفر در اثر ازدحام جان باختند.